# Anna Lagerquist
Anna Karin Beatrice Lagerquist, född 16 oktober 1993 i Lund, är en svensk handbollsspelare. Hon är högerhänt och spelar i anfall som mittsexa.

## Karriär
Anna Lagerquist började spela i Lugi HF. Det gick bra och Anna Lagerquist spelade i utvecklingslaget HK Farmen i dåvarande division 2, till 2010. Då lyftes hon upp i Lugis A-trupp och började spela i elitserien. Hon togs ut i Sveriges U20-landslag och var med och vann VM-guld 2012. I klubblaget fick hon spela två SM-finaler 2012 och 2013, som båda förlorades till Sävehof.
Den 16 november 2014 råkade hon ut för en korsbandsskada i en Europacupmatch mot Rocasa från Spanien. Efter operation och rehab gjorde hon comeback i elitseriepremiären den 16 september 2015 och var snabbt tillbaka i gammal form. 
Anna Lagerquist debuterade i svenska A-landslaget i en match mot Norge i Baltiska hallen inför VM 2011. Ungdomslandslaget hade träningsläger tillsammans med A-landslaget och Lagerquist fick spela några minuter i träningsmatchen. Sedan dess har hon hållits utanför landslaget med den motiveringen att hon är för kort (173 cm) för att spela i mittförsvaret. Inför hemma-EM 2016 var hon med på ett landslagsläger och imponerade på förbundskaptenen Henrik Signell och landslagsspelarna. Hon blev därefter sensationellt uttagen till EM-truppen 2016 och fick sitt internationella genombrott under turneringen. Hon övertygade med sitt försvarsspel i landslaget och var en av de bättre försvarsspelarna i turneringen. Hon bidrog också i anfall, även om det var av mindre betydelse.
Efter säsongen 2016/2017 lämnade Anna Lagerquist Lugi HF för spel i den danska ligan. Ny klubbadress blev Nykøbing Falster HK. Efter EM 2018 meddelades att Lagerqvist har förlängt med Nykøbing.. I juni 2019 blev det klart att Anna Lagerquist blivit utsedd till årets handbollsspelare i Sverige. Lugispelaren har haft en stor utveckling sedan hon anslöt till den danska storklubben 2017. Men efter säsongen 2019/2020 lämnar hon klubben. I juni 2020 blev det klart att Lagerquist nu ska spela för ryska toppklubben Rostov Don. I mars 2022 avbröt hon kontraktet med klubben, med anledning av Rysslands invasion av Ukraina.
Från sommaren 2022 till sommaren 2024 hade hon kontrakt med Neptunes de Nantes i franska ligan. Därefter gick laget i konkurs. Från oktober 2024 har hon skrivit kontrakt med det ungerska storlaget Győri ETO KC.

## Meriter
- U20-VM-guld 2012 med Sveriges U20-landslag
- Dansk Pokal vinnare 2018 med Nykøbing Falster
- Årets handbollsspelare i Sverige 2018/2019[13]